# 板張り
板張り（いたばり）は、洗い張り（洗張）のうち、布を洗濯し、糊づけして板に張り、皺を伸ばし、光沢を出し、仕上げをすることである。第二次世界大戦前（1940年代）までは家庭で行なわれることが多かったが、のちに専門業者に依頼することがふえた。絹縮（絹ちりめん）、縮緬類、お召し類、木綿縮（めんちぢみ）などには用いないのがよい。

## 概要
古くはふすま汁（小麦煮汁）、または飯糊などに布を浸し、戸袋、縁側、雨戸などに貼り付け、仕上げをした。
のち、江戸時代末期（19世紀）に、京都の島原茂助が「張板」を作り、当時は鴨川辺で職業用として用いた。明治初年（19世紀後半）に各地で製造され、家庭での張り物（張物）に用いられたという。「張板」は改良され、材料は、トチ、ホオノキ、またはカツラで、職業用は長さ2-2.5メートル、家庭用は2-2.2メートルくらいが標準である。
生地、色合いなどによって様々な糊が用いられるが、淡色のもめん、縮、麻などには米糊、吟生麩（銀生麩）がよく、濃色物にはふのり、ゼラチンなどがよいとされた。また濃さも生地、好みで様々である。普通はふのり、デンプンのりなどが用いられ、銘仙などにはふのり、白地などには生麩、またはコーンスターチ、あるいは飯糊である。ふのりは地質に重みをつけ、色は原色を出し、腐敗発酵のおそれが少なく（サリチル酸を加えればなおよい）ために汚点が生じにくい。デンプン糊は干し黴が生じる恐れがある。ゼラチンは絹に光沢を与え、地質に自然のやわらかみを増す。
おおよそ1反当たり、ふのりであれば4グラムを1-2リットルの割合で溶かし用い、生麩、コーンスターチは4-5グラムのよく煮たものを水1リットルくらいにのばして用いる。また、(1)水2リットル、ふのり5グラム、ゼラチン5グラム、(2)水2リットル、吟生麩3グラム、ゼラチン10グラム、(3)水2リットル、ふのり10グラムという法もある。
ふのりはおもに関東地方で用いられ、伊勢海苔、長崎海苔などがあるが、長崎海苔のほうが細かくてよいとされた。ふのりは表面に糊が利きあまり深部には届かないから、動物性のゼラチンを用いることも少なくなく、これは深部に浸透するから小皺が寄ることがなく、またメリンスなどにも薄めて用いる。のちにさらに銘仙などにデキストリンを用いることもある。
張り方は、板を斜めに立てかけて糊付けしたものを手で張りながら皺を伸ばし上部にむかって張り上げたが、のちに職業的には張板を水平に、板の脚の長い方を右にして置き、十分に糊を引き、2-3センチメートルだけ手で張り、残りはかための刷毛で小皺を伸ばしながら張る。
家庭では「定規張り」（「棒入巻張り」とも）という法が生まれ、布幅より4-5センチメートル長い定規棒を用い、布を濡らしたまま、または乾いたものをなかおもてにして、棒に巻き付け、刷毛に十分に糊を含ませ、板の脚の方から5-6センチメートルは手で押さえながら張り、棒を板の上部まで軽く引っ張りながら貼り付け、手で縦糸横糸を直し、刷毛で上面から糊を引きながら、下から上へ小皺を直していく。張り終わったら生地のかたくあがったものは芯を入れて巻き、打ち棒で叩いて生地をやわらげることもあり、「打伸」といった。